# Elacatis similis
Elacatis similis es una especie de coleóptero de la familia Salpingidae.

## Distribución geográfica
Habita en la isla de Formosa (China).